# Žepa

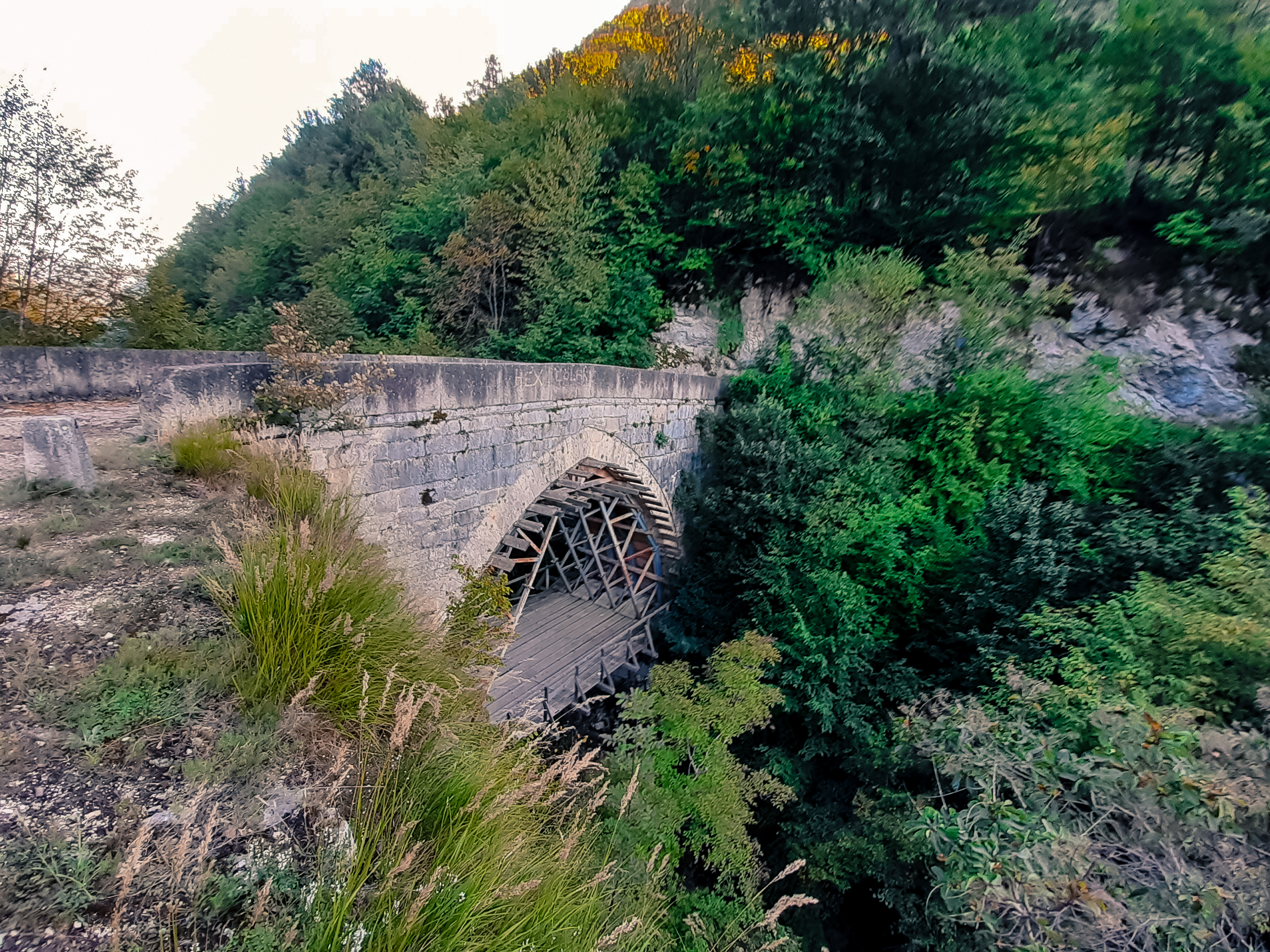
Bron i Žepa.

Žepa (kyrilliska: Жепа) är en ort i kommunen Rogatica i Serbiska republiken i östra Bosnien och Hercegovina. Orten ligger nära gränsen till Serbien, mellan de större orterna Srebrenica, i nordväst, och Višegrad, i sydväst. Žepa ligger vid en flod med samma namn, vilken är en biflod till den betydligt större floden Drina. Orten hade 133 invånare vid folkräkningen år 2013.
Av invånarna i Žepa är 99,25 % bosniaker och 0,75 % kroater (2013).
Orten är känd för sin bro, vilken det även finns en novell (Bron över Žepa) skriven av nobelpristagaren Ivo Andrić.